# Fronreiten
Fronreiten ist ein Ortsteil der Gemeinde Steingaden im oberbayerischen Landkreis Weilheim-Schongau.

## Lage
Das Dorf liegt auf freier Flur, knapp vier Kilometer südlich von Steingaden. Östlich befindet sich der Fronreitener See, westlich verläuft die Bundesstraße 17, zu der eine Gemeindestraße führt.

## Geschichte
Fronreiten wurde im Zuge der Verwaltungsreformen im Königreich Bayern 1818 zur selbständigen politischen Gemeinde im Landgericht Schongau. Ortsteile waren:
| - Biberschwöll (Weiler) - Bichl (Einöde) - Brandstatt (Einöde) - Egart (Einöde) - Fronreiten (Dorf) - Gagras (Einöde) - Gogel (Weiler) - Graben (Weiler) - Hiebler (Weiler) | - Kohlhofen (Einöde) - Kreisten (Einöde) - Kreuzberg (Weiler) - Langau (Einöde) - Lindegg (Einöde) - Litzau (Weiler) - Moos (Einöde) - Resle (Einöde) | - Schlatt (Einöde) - Schlauch (Einöde) - Schlögelmühle (Weiler) - Schwarzenbach (Einöde) - Straß (Einöde) - Thal (Einöde) - Wies (Kirchdorf) - Wiesle (Einöde) |

Schlögelmühle und Straß sind heute in Steingaden aufgegangen.
Am 1. April 1939 vereinigte sich Fronreiten mit zwei Nachbargemeinden zur Gemeinde Steingaden.

## Baudenkmäler
Im Ort sind drei Objekte als Baudenkmal eingetragen. Siehe auch Liste der Baudenkmäler in Fronreiten